# Кринички (Криничанська селищна громада)
Крини́чки  — селище в Україні, адміністративний центр Криничанської селищної громади Кам'янського району Дніпропетровській області. Колишній адміністративний центр Криничанського району. Населення за переписом 2001 року складало 4 657 осіб.

## Розташування
Кринички розташовані в центральній частині Дніпропетровської області за 40 км на південний захід від Дніпра. Через селище протікає річка Мокра Сура, на якій створено кілька штучних водойм.
Сусідні населені пункти: села Червоний Яр, Чернече, Слобідське, Гримуче.
Рельєф селища рівнинний, висота над рівнем моря — 70—90 метрів.
Через селище проходять автомобільні дороги Т 0422, Т 0430 і Т 0439.

## Історія
На території сучасного селища знайдено та досліджено археологами курганне поховання сарматів.
Сучасне поселення у цьому місці засноване в другій половині XVIII століття.
Назва Кринички пов'язана з наявністю поблизу цього поселення в долині Мокрої Сури та прилеглих балках великої кількості незамерзаючих джерел із смачною питною водою. Перші поселенці та подорожні чумацьким шляхом копали щороку тимчасові криниці. Тривалий час паралельно використовувалась ще одна назва — Криничуватка.
Село було центром Криничуватівської волості Катеринославського повіту Катеринославської губернії.
Основну частину мешканців села складали державні селяни. Протягом другої половини XIX століття чисельність населення зазнавала великих коливань: 1859 року тут мешкало 2 587 jcs,, 1886 року — 4 363 жителі, але до 1898 року населення зменшилось до 2 410 осіб. Причиною цього були неврожаї і переселення людей на південь з метою знайти роботу.
На початку XX століття соціально-економічні зміни сприяли розвитку Криничок як торговельного центру. З'явилися крамниці, тричі на рік (у березні, травні та вересні) проводились ярмарки. 1908 року в селі налічувалось 10 139 жителів, воно було одним з найбільших сіл губернії. Діяли двокласна (з 1898 року) і парафіяльна (з 1902 року) школи, земська амбулаторія і невелика лікарня.

### XX століття
Під час першої світової війни і Визвольних змагань Кринички неодноразово захоплювали війська різних армій: німецько-австрійські, УНР, більшовицькі, білогвардійські. 31 грудня 1919 року війська Червоної армії під командуванням Семена Будьонного захопили Кринички, у січні 1920 року остаточно встановлено радянську окупацію.
1923 року утворено Криничанський район у складі Катеринославської округи, а згодом Дніпропетровської області.
1925 року налічувалось 1 442 двори, в яких проживав 6 831 мешканець. Однак, до 1940 року через голодомор, від'їзд під час індустріалізації в СРСР людей на роботу до Кам'янського та інших промислових міст населення скоротилось до 4,9 тисячі жителів.

Район новобудов у Криничках, 1966 рік

Протягом 1920-х років у Криничках та прилеглих селах проходила колективізація. Створено колгосп «Червоний велетень», який згодом був поділений на кілька дрібніших.
Під час організованого радянською владою Голодомору 1932—1933 років померло щонайменше 294 жителі селища.
В часи Другої світової війни з 16 серпня 1941 року по 27 жовтня 1943 року Кринички були окуповані військами Вермахту.
1958 року село Кринички отримало статус селища міського типу. 1979 року чисельність населення становила 3,9 тисячі осіб.

## Населення

### Мова
Розподіл населення за рідною мовою за даними перепису 2001 року:
| Мова            | Кількість | Відсоток |
| --------------- | --------- | -------- |
| українська      | 4444      | 95.43%   |
| російська       | 175       | 3.76%    |
| вірменська      | 17        | 0.37%    |
| білоруська      | 12        | 0.26%    |
| угорська        | 1         | 0.02%    |
| інші/не вказали | 8         | 0.16%    |
| Усього          | 4657      | 100%     |

## Сучасність
Кринички до 17 липня 2020 року були адміністративним центром Криничанського району. Тут були зосереджені районні органи виконавчої влади, районна рада, районні відділення підприємств газо- та електропостачання. Орган судової гілки влади — Криничанський районний суд Дніпропетровської області.

### Промисловість та господарство
Підприємства Криничок:
- ТзОВ «Криничанська шляхова пересувна механізована колона»;
- ВАТ «Криничанський рибгосп»;
- ПП «Укрпрод Сервіс».

Працює декілька сільськогосподарських підприємств, комунальне підприємство «Житлово-комунальне господарство».

### Заклади освіти, медицини, культури і релігії
- Дві середніх загальноосвітніх школи;
- Два дошкільних навчальних заклади;
- Центр учнівської молоді;
- Криничанська центральна районна лікарня;
- Районний будинок культури;
- Бібліотеки для дорослих і дітей;
- Дитяча музична школа;

## Релігія
У селищі розташований Храм Благовіщення Пресвятої Богородиці ПЦУ (вул. Шевченка, 17-А).

## Постаті
- Буц Данило Антонович (17.12.1895 с. Кринички — 12.08.1938 м. Магадан) — учасник визвольних змагань, у радянські часи працював у Школі червоних старшин, репресований.
- Березовський Іван Павлович (1923—1991) — фольклорист, етнограф.
- Богатир Іван Іванович (1919—1982) — Герой Радянського Союзу.
- Ворошило Євгеній Іванович (1981—2018) — боєць Добровольчого українського корпусу «Правий сектор», учасник російсько-української війни.
- Гладков Федір Дмитрович (1905—1975) — радянський театральний і кіноактор.
- Мелешко Володимир Іванович (1925—1987) — науковець-металург, фахівець з листового металу та вальцювання, доктор технічних наук.
- Черненко Юрій Васильович (1979—2022) — молодший сержант Збройних Сил України, учасник російсько-української війни, що загинув у ході російського вторгнення в Україну в 2022 році.

## Галерея

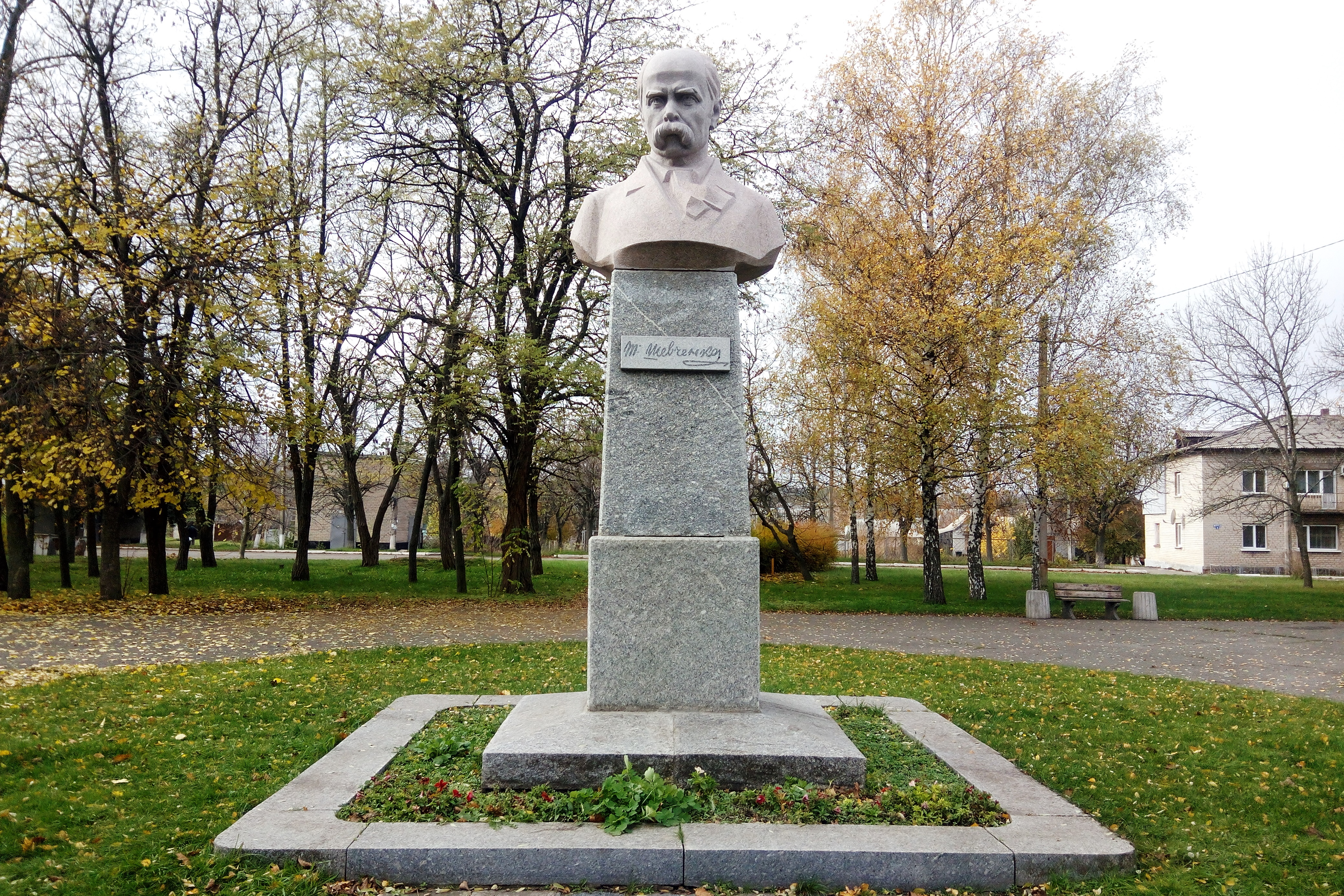
Погруддя Тарасові Шевченку
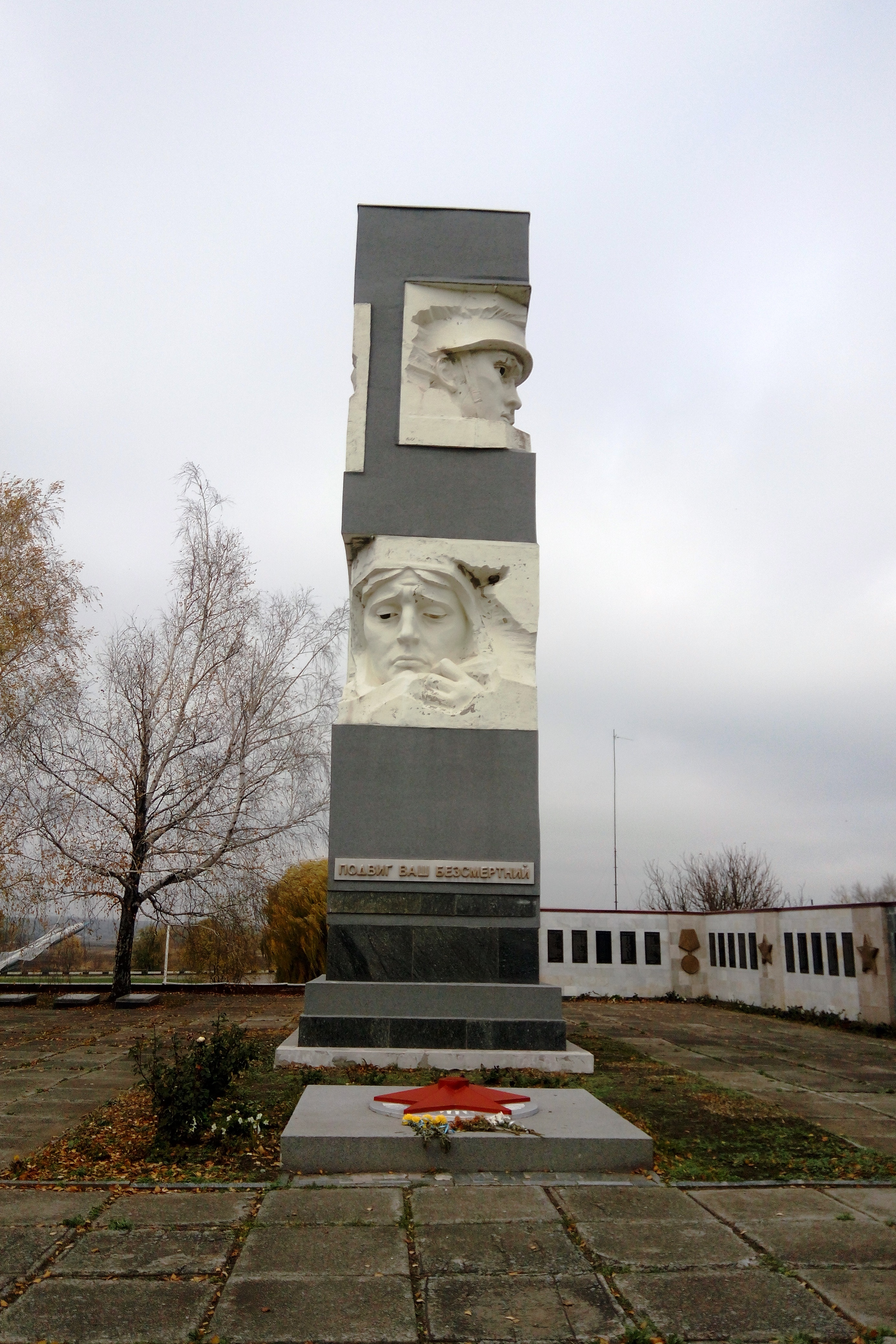
Меморіал загиблим радянським воїнам
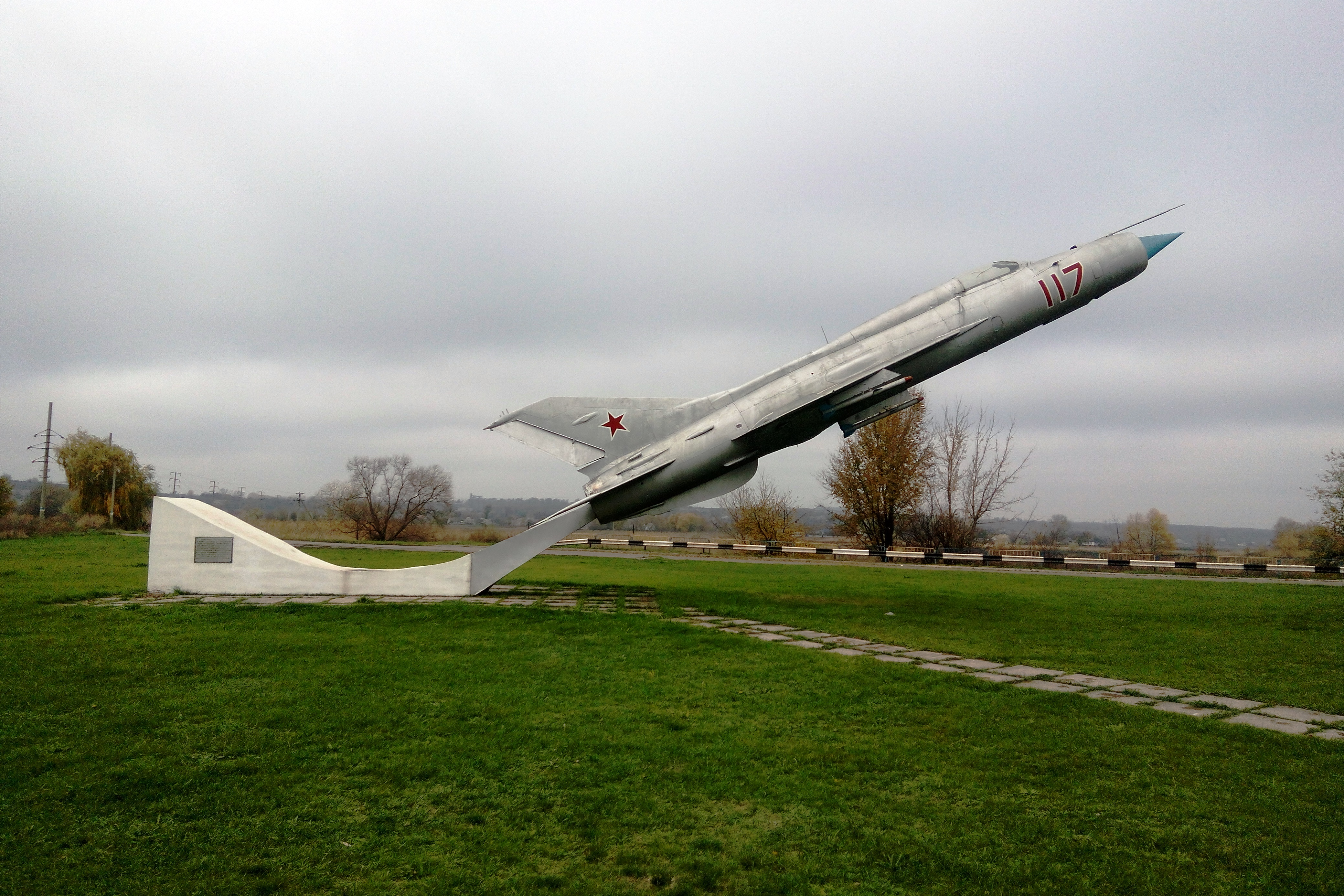
Монумент пам‘яті льотчикам II гвардійської авіадивізії (Літак МіГ-21)
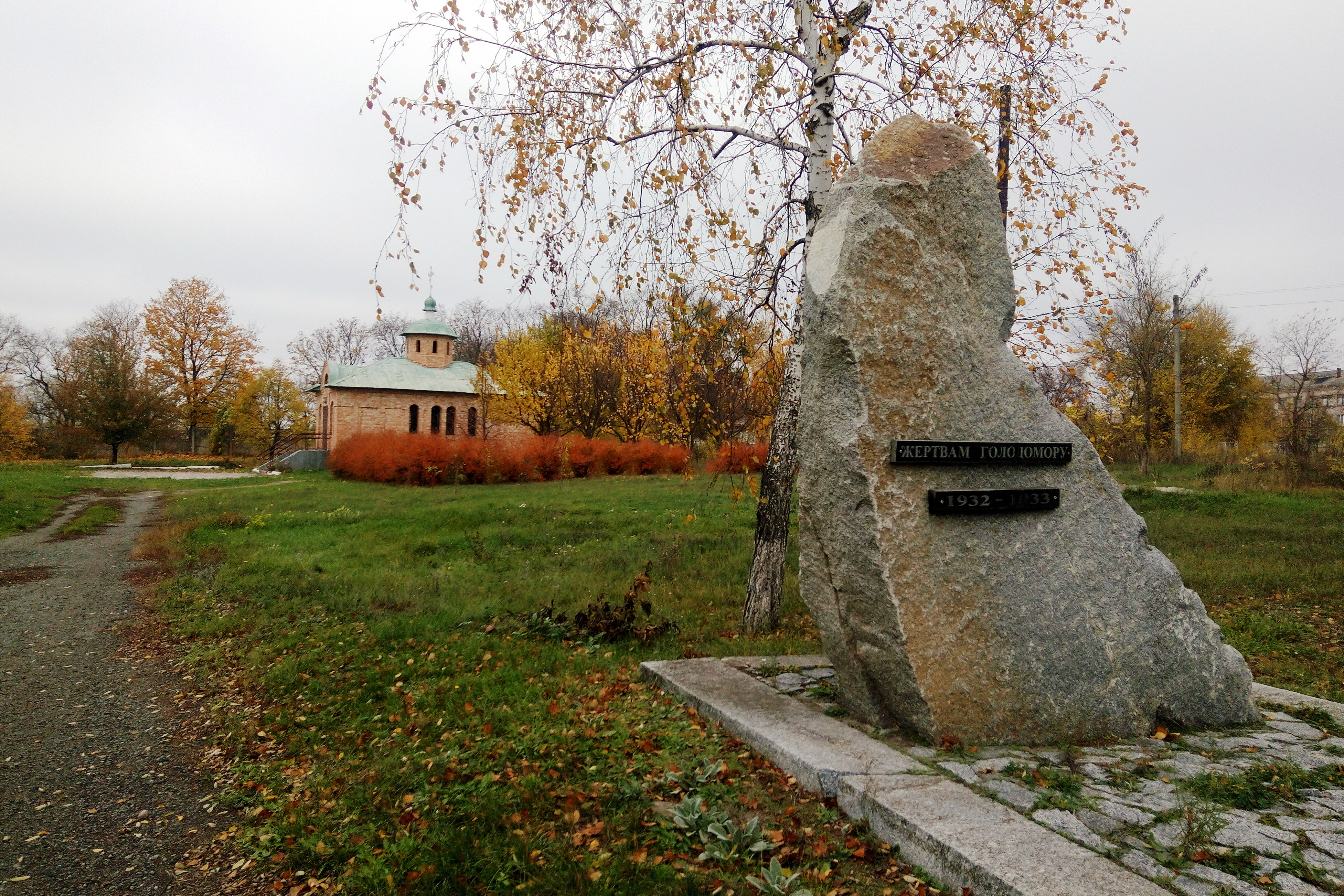
Пам'ятний знак жертвам Голодомору і церква